# Sous les griffes du tyran
Pour plus de détails, voir Fiche technique et Distribution.
Sous les griffes du tyran (titre original : Il conte di Matera) est un film de cape et d'épée italien réalisé par Luigi Capuano, sorti en 1958.
Le film est librement inspiré de la vie et de la mort du comte Giovan Carlo Tramontano (it) (1450-1514).

## Synopsis
Rambaldo Tramontana est un comte parti au combat avec le soutien des Français. Une fois victorieux, il revient à Matera pour prendre sa revanche, mais la ville est déserte et il commence à commettre des abus et des violences. Filiberto, son écuyer perfide, pense pouvoir épouser sa fille, Greta. Elle découvre que Paolo, le fils du duc Bresci, n'est pas mort comme on l'a dit à tort ; elle tombe dans le piège de l'alcoolisme et tombe amoureuse de lui tandis que le jeune homme jure de venger son père, contraint à l'exil par le comte Tramontana. Il tentera de libérer sa fille, Gisella, qui est fiancée au comte Mario Del Balzo. Paolo, aidé par de nombreux renforts, parvient à conquérir Matera tandis que Rambaldo et Filiberto sont tous deux tués après un sanglant duel à l'épée. Une fois la ville libérée, deux mariages sont célébrés.

## Fiche technique
- Titre français : Sous les griffes du tyran ou À toi pour toujours ou Le Tyran[1]
- Titre original italien : Il conte di Matera ou Il tiranno[2]
- Réalisateur : Luigi Capuano
- Scénario : Vincenzo Talarico (it), Raffaele Dettole
- Photographie : Augusto Tiezzi
- Montage : Jolanda Benvenuti (it)
- Musique : Michele Cozzoli
- Décors : Alfredo Montori (it), Giancarlo Bartolini Salimbeni (it)
- Production : Fortunato Misiano
- Société de production : Romana Film (it)
- Pays de production :  Italie
- Langue originale : italien
- Format : Noir et blanc — 35 mm — 2,35:1 — Son : Mono
- Genre : Film d'aventure, Film de cape et d'épée
- Durée : 90 minutes (1 h 30)
- Dates de sortie :
  - Italie : 8 mai 1958
  - France : 8 août 1958[1]

## Distribution
- Otello Toso : Rambaldo Tramontana, le comte de Matera
- Virna Lisi : Greta Tramontana
- Giacomo Rossi Stuart : Duc Paolo Bressi
- Eva Vanicek : la Marquise Taldi
- Aldo Bufi Landi : Comte Mario Del Balzo
- Paul Müller : Filiberto, écuyer de Rambaldo
- Wandisa Guida : Gisella Bressi
- Emilio Petacci : Duc Bressi
- Guido Celano : l'aubergiste Giacomo
- Nietta Zocchi : la gouvernante de Greta
- Armando Migliari : Antonio
- Bruna Cealti : la femme de Giacomo
- Pasquale De Filippo : Alfredo
- Renato Chiantoni : le farceur borgne de Rambaldo.
- Pietro De Vico : Goliath
- Erminio Spalla : le compagnon fort de Goliath.
- Carlo Tamberlani : l'architecte
- Edoardo Toniolo : le comte Ruggi
- Nerio Bernardi : le Marquis Taldi
- Nazzareno Zamperla : Marco
- Elena Sedlak : la danseuse
- Amedeo Trilli : le soldat qui escorte la voiture de Greta.
- Ugo Sasso : le messager blessé
- Corrado Annicelli : l'espion
- Emilia Diaz :

## À noter
- Bien que se déroulant à Matera, le film a été tourné à Rome et à Vignanello, dans la province de Viterbe[3].
- Le film a été inscrit au registre public des films cinématographiques sous le no 1894. Présenté à la Commissione di Revisione Cinematografica le 9 novembre 1957, il obtient le visa de censure no 25654 le 16 novembre 1957, avec une longueur de film de 2 470 mètres[4].